# أركادي كوتس
أركادي ياكالفيتش كوتس (بالروسية: Аркадий Яковлевич Коц) (و. 15 أكتوبر [بالتقويم القديم: 3 أكتوبر
] 1872— ت. 13 مايو 1943) شاعر ومترجم سوفيتي روسي يهودي.
في عام 1902 ترجم المقطع الأول والثاني والسادس من نشيد الأممية الاشتراكي من اللغة الفرنسية إلى الروسية، واعتمدت تَرجَمَتُهُ نشيدًا للاتحاد السوفيتي من عام 1918 حتى عام 1944. وفي عام 1931 ترجم مقاطع النشيد الستة.